# Anisolophia
Anisolophia is een kevergeslacht uit de familie van de boktorren (Cerambycidae). De wetenschappelijke naam van het geslacht werd voor het eerst geldig gepubliceerd in 1935 door Melzer.

## Soorten
Anisolophia omvat de volgende soorten:
- Anisolophia cultrifera (White, 1855)
- Anisolophia glauca Melzer, 1935